# Elfriede Eder
Elfriede „Elfi“ Eder (* 5. Jänner 1970 in Zell am See) ist eine ehemalige österreichische Skirennläuferin. Die Slalomspezialistin gewann die Silbermedaille bei den Olympischen Winterspielen 1994 und die Bronzemedaille bei den Weltmeisterschaften 1993. In der Saison 1995/96 gewann sie drei Weltcup-Slaloms und den Slalom-Gesamtweltcup. Nach Differenzen mit dem Österreichischen Skiverband startete sie in ihrer letzten aktiven Saison 1998/99 für Grenada.

## Biografie
Elfriede Eder wurde in Zell am See geboren und wuchs in Leogang auf. Ihre älteren Schwestern Sylvia, die auch viele Jahre im Weltcup fuhr, und Birgit, die zwei Medaillen bei Juniorenweltmeisterschaften gewann, aber ihre Karriere nach einem Kreuzbandriss früh beenden musste, waren ebenfalls Skirennläuferinnen. 1985 gewann Eder den Riesenslalom des Trofeo Topolino. Im selben Jahr wurde die damals 15-Jährige in den Nachwuchskader des Österreichischen Skiverbandes aufgenommen. Bei den Juniorenweltmeisterschaften 1988 in Madonna di Campiglio gewann sie die Bronzemedaille im Riesenslalom, doch schon zu dieser Zeit war sie vor allem im Slalom erfolgreich. Sie belegte in der Saison 1987/88 den zweiten Platz in der Europacup-Slalomwertung und konnte diese in der Saison 1989/90 für sich entscheiden. Damit fand sie für den folgenden Winter Aufnahme in die ÖSV-Weltcupmannschaft. Nachdem sie in ihrer ersten Weltcupsaison zweimal als 14. knapp in die Punkteränge gefahren war, erzielte sie in ihrer zweiten Saison 1991/92 bereits vier Top-10-Ergebnisse. Nach weiteren Top-10-Ergebnissen in der Saison 1992/93 feierte sie schließlich bei den Weltmeisterschaften 1993 in Morioka-Shizukuishi mit dem Gewinn der Bronzemedaille im Slalom ihren ersten großen Erfolg.
Im Weltcup blieb Eder auch in der Saison 1993/94 weiterhin ohne Podestplatz (bestes Resultat und einziges Top-10-Ergebnis des Winters war der vierte Rang im Slalom von Maribor), doch beim nächsten Großereignis, den Olympischen Winterspielen 1994 in Lillehammer, stand sie als Zweite des Slaloms hinter Vreni Schneider erneut auf dem Siegertreppchen. Im Weltcup konnte sie vorerst allerdings nie solche Resultate erbringen, und so stieg sie nach einer eher erfolglosen Saison 1994/95 sogar kurzfristig vom Nationalteam in den A-Kader ab. Ein Trainerwechsel im ÖSV – Gottfried Trinkl wurde neuer Techniktrainer der Damen – brachte dann aber doch noch die erhofften Weltcuperfolge und Eder gewann zu Beginn der Saison 1995/96 die beiden Slaloms in Vail und St. Anton und vor dem Jahreswechsel noch einen dritten Slalom in Semmering. Mit weiteren Podestplätzen sicherte sie sich frühzeitig den Gewinn des Slalomweltcups. Mit ihren Weltcupsiegen war Eder eine der Favoritinnen für den Slalom der Weltmeisterschaften 1996 in der Sierra Nevada. Nach dem ersten Lauf lag sie auch noch als Dritte auf Medaillenkurs, doch im zweiten Durchgang fiel sie auf den siebten Endrang zurück.
Die Weltcuperfolge des Vorjahres konnte Eder in der Saison 1996/97 nicht ganz wiederholen. Sie stand nur noch einmal als Zweite des Slaloms von Zwiesel auf dem Podest, erzielte aber mit weiteren vier Top-5-Platzierungen immerhin den sechsten Rang im Slalomweltcup. Bei den Weltmeisterschaften 1997 in Sestriere belegte sie den fünften Platz. Als im Sommer 1997 ihr „Erfolgstrainer“ Gottfried Trinkl vom ÖSV entlassen wurde, kehrte Eder dem ÖSV ebenfalls den Rücken. Sie wollte mit Trinkl als Privattrainer weiterarbeiten, was ihr aber vom ÖSV nicht zugestanden wurde, weshalb sie einen Nationenwechsel anstrebte, der ihr vom ÖSV jedoch nicht ermöglicht wurde. So verlängerte sie am 30. Juni 1997 ihre Lizenz für den österreichischen Verband nicht weiter. Erst nach einer einjährigen Sperre konnte sie für den karibischen Inselstaat Grenada starten, der zuvor erst einen Skiverband gründen und von der FIS anerkannt werden musste, was am 24. Mai 1998 bei dessen Kongress in Prag sanktioniert wurde.
Nach dem Verbandswechsel erreichte Eder in der Saison 1998/99 nicht mehr ihr früheres Leistungsniveau. Ihre besten Resultate waren zwei elfte Plätze in den Slaloms von Veysonnaz und Semmering. Bei den Weltmeisterschaften 1999 in Vail/Beaver Creek schied sie im ersten Slalomdurchgang aus, im Riesenslalom wurde sie nur 32. Nach einer Verletzung gab sie im Herbst 1999 ihren Rücktritt bekannt. Heute führt sie mit ihrem Ehemann ein Hotel in ihrem Heimatort Leogang.

## Erfolge

### Olympische Winterspiele
- Lillehammer 1994: 2. Slalom

### Weltmeisterschaften
- Morioka-Shizukuishi 1993: 3. Slalom
- Sierra Nevada 1996: 7. Slalom
- Sestriere 1997: 5. Slalom
- Vail/Beaver Creek 1999: 32. Riesenslalom

### Weltcupwertungen
Elfi Eder gewann einmal die Disziplinenwertung im Slalom.
| Saison  | Gesamt | Gesamt | Slalom | Slalom |
| Saison  | Platz  | Punkte | Platz  | Punkte |
| ------- | ------ | ------ | ------ | ------ |
| 1990/91 | 77.    | 4      | 27.    | 4      |
| 1991/92 | 43.    | 192    | 12.    | 192    |
| 1992/93 | 37.    | 207    | 8.     | 207    |
| 1993/94 | 52.    | 142    | 18.    | 142    |
| 1994/95 | 54.    | 115    | 17.    | 115    |
| 1995/96 | 11.    | 580    | 1.     | 580    |
| 1996/97 | 21.    | 306    | 6.     | 306    |
| 1998/99 | 64.    | 62     | 27.    | 62     |

### Weltcupsiege
Eder errang 7 Podestplätze, davon 3 Siege:
| Datum             | Ort          | Land       | Disziplin |
| ----------------- | ------------ | ---------- | --------- |
| 18. November 1995 | Beaver Creek | USA        | Slalom    |
| 17. Dezember 1995 | St. Anton    | Österreich | Slalom    |
| 30. Dezember 1995 | Semmering    | Österreich | Slalom    |

### Juniorenweltmeisterschaften
- Sälen 1987: 5. Riesenslalom
- Madonna di Campiglio 1988: 3. Riesenslalom, 4. Slalom, 9. Super-G

### Europacup
- Saison 1987/88: 4. Gesamtwertung, 2. Slalomwertung
- Saison 1989/90: 2. Gesamtwertung, 1. Slalomwertung
- Saison 1994/95: 5. Slalomwertung

## Auszeichnungen (Auszug)
- 1994: Silbernes Ehrenzeichen für Verdienste um die Republik Österreich